# Jesper Bank
Jesper Bank (* 6. April 1957 in Fredericia) ist ein dänischer Segler, der zu den besten Match-Race-Seglern weltweit gehört. Er ist neben Paul Elvstrøm Dänemarks bekanntester und erfolgreichster Profisegler.

## Leben
Bei den Olympischen Spielen von Sydney 2000 gewann Jesper Bank im Finale gegen Jochen Schümann seine zweite Goldmedaille im Match Race.
Jesper Bank war während der Herausfordererrunde des 32. America’s Cup 2007 der Skipper des deutschen United Internet Team Germany. Da die Kampagne unter seiner Führung die hoch gesteckten Ziele weit verfehlt hatte und Jesper Bank von der deutschen Presse stark kritisiert wurde, trat er nach dem Ausscheiden des Teams von seinem Posten als Skipper, Steuermann und sportlicher Leiter zurück. Es war seine 2. Teilnahme am America’s Cup. Beim 31. America’s Cup ausgetragen auf dem Hauraki Gulf vor Neuseeland im Jahr 2003 war er Steuermann für das schwedische Syndikat Victory Challenge.
Jesper Bank kaufte im November 2008 gemeinsam mit den ehemaligen CEO Claus Olsen die Segelmacherei Elvstrøm Sails in Åbenrå (Dänemark) von dem Eigentümer Peter Jørgensen. In der Firma war Bank bereits von 1992 bis 2001 als Mitglied des Verwaltungsrates tätig. Die vom mehrmaligen dänischen Olympiasieger Paul Elvstrøm gegründete Segelmacherei soll in Zukunft verstärkt großflächige Segel für Yachten über 70 Fuß Länge und für Maxi-Yachten fertigen.
1992 wurde Bank gemeinsam mit Jesper Seier und Steen Secher zu Dänemarks Sportler des Jahres gewählt und seit 2009 ist er Mitglied der Hall of Fame des dänischen Sports.

## Erfolge

### Olympische Spiele
- 1984 	Los Angeles, USA, Bootsklasse: Soling, 12. Platz
- 1988	Busan, Korea, Bootsklasse: Soling, Bronzemedaille
- 1992	Barcelona, Spanien, Bootsklasse: Soling, Goldmedaille
- 2000	Sydney, Australien, Bootsklasse: Soling, Goldmedaille

### Weltmeisterschaften
- 1988	H-Boot Gold
- 1989	H-Boot Gold
- 1991	Drachen Silber
- 1992	Soling Silber
- 1993	Drachen Gold
- 1994	Soling Silber
- 1997	Drachen Gold
- 1997	Match Race Bronze
- 1999	Match Race Gold
- 2000	Soling - Match Race Gold
- 2005  Danish Open - Match Race Gold

### Europameisterschaften
- 1988	Soling Silber
- 1989	Soling Gold
- 1995	Soling Gold
- 1998	Drachen Silber
- 2000	Soling Gold

### Skandinavische Meisterschaften
- 1987	H-Boot Bronze
- 1989	Drachen Gold
- 1990	Soling Bronze